# Buza Gábor (mérnök)
Buza Gábor (Szeged, 1952. július 21. –) mérnök, a Budapesti Műszaki és Gazdaságtudományi Egyetem Gépjárművek és Járműgyártás Tanszékének nyugalmazott docense, a Miskolci Egyetem Fémtani és Képlékenyalakítási Intézeti Tanszékének címzetes egyetemi tanára. A Magyar Tudományos Akadémia Anyagtudományi és Technológiai Tudományos Bizottság szavazati jogú tagja és a Nagyenergiasűrűségű Megmunkálások Albizottság titkára. A Bay Zoltán Alkalmazott Kutatási Közalapítvány kutatóprofesszora.

## Pályafutása
A Miskolci Nehézipari Műszaki Egyetem Kohómérnöki Karán diplomázott 1975-ben. Az egyetem után a Vasipari Kutatóintézetben helyezkedett el, a Fémtani Osztály kutatómérnökeként. Az acélok γ-α fázisátalakulással járó hőkezelési folyamatainak matematikai modellezését kutatta. Részt vett a Farkas Bertalan űrrepülése kapcsán végzett űr-anyagtechnológiai kísérletekben. Három évig Düsseldorfban dolgozott a Max Planck Institut für Eisenforschung nevű vasipari kutatóintézetben.
1987-től a Budapesti Műszaki és Gazdaságtudományi Egyetem Gépjárművek és Járműgyártás Tanszékén dolgozott. Itt nagy energiasűrűségű anyagmegmunkáló technológiákkal (plazmaszórással, majd nagy fényteljesítményű lézerekkel) foglalkozott.
1986-ban a BME-n egyetemi doktori fokozatot szerzett. 1991-ben a műszaki tudományok kandidátusa lett, 1998-ban pedig PhD fokozatot nyert el a Miskolci Egyetemen.

## Díjai, elismerései
- Akadémiai-Szabadalmi Nívódíj, 2007[4][5]
- Kiváló munkáért miniszteri dicséretet, 1981[4]